# Prešani papir
Prešani papir ili prešpan (njem. Preßspan) je karton ili ljepenka velike čvrstoće i gustoće, jednolike debljine i vrlo glatke površine. Upotrebljava se za izradu omota za bilježnice, za fascikle i pregradne kartone, a u elektroindustriji kao materijal za izolaciju.

#### Kartoni
Kartoni su krući i čvršći od papira, mogu biti različito površinski obrađeni i sastoje se od jednog ili više slojeva (dupleks karton, tripleks karton). U višeslojnim kartonima pojedini se slojevi proizvode od različitih sirovina i različitih su svojstava. Sloj koji će prilikom upotrebe kartona služiti kao vanjski ili gornji sloj obično je gladak, svjetliji i izrađen od kvalitetnije sirovine. Kartoni se veoma mnogo primjenjuju za pakiranje (ambalažni materijal), rjeđe za pisanje ili za tisak.